# Megan Abbott
Megan Abbott, född 21 augusti 1971 i Detroit i Michigan, är en amerikansk litteraturforskare och författare. Hon har gett ut ett flertal deckare och kriminalromaner och anses vara en av de viktigaste nutida kriminalförfattarna i USA.

## Biografi
Abbott är uppvuxen i Detroit och Grosse Point i Michigan, USA. Hon har studerat på University of Michigan och har en filosofie doktor-examen i litteratur från New York University. Hon har undervisat vid ett flertal lärosäten, däribland State University of New York, New School University (New York) och University of Mississippi.
Abbott har skrivit i tidningar och litterära magasin, och gav 2002 ut den uppmärksammade faktaboken The street was mine : white masculinity in hardboiled fiction and film noir. Hennes första romaner, vilka utspelar sig under 1930- och 1940-talet, beskrivs som hårdkokta deckare i noir-stil. The end of everything (2011) och senare böcker är istället samtidsskildringar. Ett flertal av Abbotts romaner är baserade på verkliga personer och händelser.
Alla Megan Abbotts böcker har kvinnliga huvudkaraktärer och relationerna mellan de kvinnliga karaktärerna står i centrum. Själv beskriver hon sitt sätt att skriva och sin genre som "female noir".
Abbott har flera gånger varit nominerad till och har även vunnit Edgarpriset. 2006 var hon nominerad i kategorin bästa debutroman för Die a little (2005). 2008 var hon nominerad i kategorin "best paperback original" för Queenpin (2007), och vann 2010 i samma kategori med Bury me deep (2009).